# Rave funk
Rave funk è uno dei sottogeneri del funk carioca in fusione con la musica elettronica. Le sue origini sono associate al lavoro del DJ brasiliano Dennis DJ, che ha remixato brani di musica elettronica (tipici dei rave) con elementi di funk carioca degli anni 2000 (new funk).